# Амстердам (песня)
«Амстердам» — песня, написанная Алексеем Романоф и Анной Плетнёвой. Спродюсированная Романоф, Плетнёвой и Александром Сахаровым, композиция была записана российской поп-группой «Винтаж» и Владимиром Пресняковым, для третьего студийного альбома коллектива «Анечка» (2011). Участники группы описывали «Амстердам», как посвящение Преснякову, которого они считают своим кумиром и Анна Плетнёва говорила, что именно ему она обязана тем, что решила стать певицей. Композиция записана, как танцевальная поп-композиция, текст которой представляет собой признание в любви Преснякову.
Критики выделяли композицию, как одну из наиболее интересных на альбоме. Одни отмечали удачный мелодичный припев, другие критиковали вокальные партии Анны Плетнёвой. Алексей Мажаев из InterMedia дал песне смешанную оценку и писал, что «удачен и мелодичен и рефрен „Амстердама“, записанного в дуэте с Владимиром Пресняковым-младшим; однако совершенно бесцветные куплеты могут убить перспективы песни, если не знать её предысторию».
После выпуска альбома «Амстердам» попал в чарт продаж русскоязычной музыки портала «Красная звезда» и достиг 47-й позиции. Группа впервые исполнила песню совместно с Пресняковым на сольном концерте в московском «Крокус Сити Холле», где представили новую программу и открыли новый концертный тур под названием «История плохой девочки».

## Предыстория
После релиза своего второго студийного альбома SEX (2009 год), группа долгое время гастролировала и успела выпустить несколько новых синглов, не входивших в пластинку («Микки», «Роман» и «Мама-Америка»). О новом альбоме участники группы обмолвились ещё в марте 2011 года, на пресс-конференции в Екатеринбурге. Анна Плетнёва говорила, что группа находится в процессе записи нового материала. «Сейчас мы находимся в процессе беременности. В хорошем смысле этого слова. Мы вынашиваем третьего ребенка — наш новый альбом. Каждый день запираемся в студии, наслаждаемся творчеством», — рассказала артистка. В это время была написана и записана песня «Амстердам», автором музыки которой выступил Алексей Романоф, а текст написала Анна Плетнёва. Композиция вошла под третьим номером в новый альбом группы, который был выпущен 28 сентября 2011 года. Для записи композиции музыканты пригласили Владимира Преснякова, который, по их признаниям, является кумиром их молодости.

## Музыка и текст
«Амстердам» — это танцевальная поп-композиция. В песне сочетаются каньеуэстовские клавишные и мелодичный припев, хотя куплеты Алексей Мажаев описывал, как «бесцветные». По мнению критиков, текст песни представляет собой признание в любви Анны Плетнёвой к Владимиру Преснякову. Анна Плетнёва, которая написала текст для данной композиции, говорила, что «Амстердам» описывает её детские мечты. Песня записана дуэтом с Владимиром Пресняковым и как рассказывала артистка: «Если бы не Володя, маленькая курчавая Аня никогда не захотела бы стать певицей. Он был кумиром моего детства. А Амстердам мне тогда казался прекрасным вымышленным городом вроде Зурбагана, о котором пел Пресняков. В моих мечтах в Амстердаме маленькая девочка Аня пела дуэтом с тоже довольно молодым Володей».

## Реакция критики
Алексей Мажаев из InterMedia дал песне смешанную оценку и писал, что дуэт получился многообещающим, хотя если не знать предысторию создания «Амстердама», то затруднительно будет понять смысл трека. «Удачен и мелодичен и рефрен „Амстердама“, записанного в дуэте с Владимиром Пресняковым-младшим; однако совершенно бесцветные куплеты могут убить перспективы песни, если не знать её предысторию: маленькая Анечка Плетнёва была влюблена в Преснякова и его голос и считала Амстердам волшебным городом, в котором они встретятся и подружатся», — писал автор. Редакция «Карты Музыки» дала композиции среднюю оценку и в издании писали, что «песня, несмотря на свою простоту, является очень откровенной, раскрывающей отношение певицы к своему кумиру детства. Стоит лишь вдуматься, а точнее вслушаться в текст и вы все поймете. Музыкальная же составляющая ничем вас не удивит, но и к счастью не разочарует». Яков Золотов в Dvjournal.ru сравнивал тематику песни с тематикой «Деревьев»: «В этой песне я вижу другую сторону картины, нарисованной в „Деревьях“. Чистое, беззаветное чувство переливающееся всеми цветами радуги! Чувство, которое стало точкой отсчёта для девочки Ани и сотворило чудо — помогло встать на сцене рядом с кумиром». Дмитрий Прочухан из NewsMusic.ru дал негативную оценку вокальной партии Плетнёвой и писал: «…кажется, что Анна продолжает стоять в рядах поклонниц, уж слишком блеклая у неё вокальная партия». Николай Фандеев из Shoowbiz.ru выделил «Амстердам» из общего ряда песен на альбоме, как одну из лучших, но также негативно отозвался о вокальных партиях Плетнёвой. «…можно выделить разве что только дуэт с Владимиром Пресняковым „Амстердам“, но он абсолютно не выгоден для Плетнёвой: яркость Владимира лишь подчеркивает блеклость бестембровой Ани…», — писал критик.

## Коммерческий успех
После выпуска альбома «Анечка», «Амстердам» попал в чарт продаж русскоязычной музыки портала «Красная звезда» (основан на информации, полученной от российского издания журнала Billboard). Песня дебютировала в чарте в ноябре 2011 года на 47 позиции, что стало для неё лучшим результатом. После удачной телевизионной трансляции московского концерта тура «История плохой девочки», концертное видео песни попало в видеочарт портала на 81 позицию.

## Участники записи
В создании и записи композиции приняли участие следующие музыканты:
- Алексей Романоф — музыка, текст, аранжировка, саунд-продюсирование, бэк-вокал
- Александр Сахаров — аранжировка, сведение, мастеринг, саунд-продюсирование
- Анна Плетнёва — саунд-продюсирование, вокал, текст
- Владимир Пресняков — вокал

## Чарты
| Страна/территория (Чарт)               | Высшая Позиция |
| -------------------------------------- | -------------- |
| Россия («Красная звезда». Чарт продаж) | 47             |
| Россия («Красная звезда». Видеочарт)   | 81             |